# Električni orgazam
Električni orgazam (srbsko Електрични оргазам) je rock skupina iz Beograda.
Skupina je nastala 13. januarja 1980 po koncertu Leb i sol. V konobi »Mornar« so skupino ustanovili Srđan Gojković Gile, Ljubomir Jovanović Jovec (nekdanji bobnar in kitarist skupine Hipnotisano pile) in organist Ljubomir Đukić. V začetku leta 1981 so z beograjskima skupinama Idoli in Šarlo akrobata posneli skupni album Paket arnažman, na katerem so bili zastopani s skladbami "Krokodili prihajajo", "Zlati papiga" in "Vi". Paket aranžman velja za enega najboljših in najpomembnejših albumov takratne jugoslovanske rock scene, ki je začela novi val.
Električni orgazam je v več kot 30 letih svoje kariere izdal 12 studijskih, 7 živih in 3 kompilacijske albume.